# الحريات الأربع

علم الحريات الأربع ويسمى أيضاً علم تكريم الأمم المتحدة

الحريات الأربعة أعلنها الرئيس الأمريكي فرانكلين روزفلت في 6 يناير 1941، في خطابه المعروف باسم خطاب الحريات الأربعة وضع فيه أربعة أنواع من الحريات التي يجب أن يتمتع بها كل إنسان في العالم وكان يعتقد أن تلك الحريات ستشكل أساس نظام عالمي لما بعد الحرب وهي:
1. حرية الرأي والتعبير
2. حرية العبادة
3. التحرر من الحاجة
4. التحرر من الخوف

جائت الحريتين الأولتين من القيم الأميركية التقليدية التي يحميها التعديل الدستوري الأول،
هذه الحريات تضمنها فيما بعد الإعلان العالمي لحقوق الإنسان.
ألقى روزفلت خطابه قبل 11 شهرًا من الهجوم الياباني المفاجئ على القوات الأمريكية في بيرل هاربر/هاواي، والذي تسبب في إعلان الولايات المتحدة الحرب على اليابان في 8 ديسمبر/كانون الأول عام 1941، وقد كان خطاب حالة الاتحاد أمام الكونغرس يتمحور بشكل كبير حول الأمن القومي للولايات المتحدة، والخطر الذي يهدد الديمقراطيات الأخرى من حرب عالمية كانت تدور في جميع أنحاء القارات في نصف الكرة الشرقي، وفي الخطاب خرج الرئيس عن تقليد عدم التدخل المتبع لفترة طويلة من الولايات المتحدة، وأوجز دور الولايات المتحدة في مساعدة الحلفاء المشاركين مسبقًا في الحرب.
في هذا السياق، لخّص روزفلت قيم الديمقراطية التي تقف وراء توافق الحزبين حول المشاركة الدولية القائمة آنذاك، وهذا الاقتباس الشهير من الخطاب يقدم تلك القيم: «بما أن الرجال لا يعيشون بالخبز وحده، فإنهم لا يقاتلون بالأسلحة وحدها»، وفي النصف الثاني من الخطاب سرد فوائد الديمقراطية التي تشمل الفرص الاقتصادية، والعمالة، والضمان الاجتماعي، والوعد بـ «الرعاية الصحية الكافية».
يحمي التعديل الأول من دستور الولايات المتحدة الحريتين الأولى والثانية، بينما إدراجه للحريتين الأخيرتين تجاوزت القيم التقليدية التي يحميها قانون الحقوق الأمريكي، حيث أقرّ روزفلت حق إنساني أوسع للأمن الاقتصادي وتنبّأ بما أصبح يُعرَف بعد عدة عقود بنموذج «الأمن البشري» في العلوم الاجتماعية والتنمية الاقتصادية، كما ضمَّ مفهوم «التحرر من الخوف» من العدوان الوطني وأخذه إلى الأمم المتحدة الجديدة التي كان يعد لها.

## السياق التاريخي
في ثلاثينيات القرن العشرين، رأى العديد من الأمريكيين أن بلادهم ارتكبت خطأً بتورطها في الحرب العالمية الأولى، كما كانوا يعارضون بشدة التدخل المستمر في الشؤون الأوروبية، ومع قوانين الحياد التي أنشئت بعد عام 1935، حظر قانون الولايات المتحدة بيع الأسلحة إلى البلدان التي كانت في حالة حرب ووضع قيودًا على السفر مع السفن المحاربة.
عندما بدأت الحرب العالمية الثانية في سبتمبر/أيلول 1939، كانت قوانين الحياد لا تزال سارية، ضامنةً عدم تقديم أي دعم جوهري لبريطانيا وفرنسا، ومع مراجعة قوانين الحياد في عام 1939، تبنّى روزفلت سياسة «أساليب الحرب القصيرة» التي يمكن من خلالها منح الإمدادات والأسلحة إلى الحلفاء الأوروبيين، شريطة ألا يتم الإعلان عن أي حرب وعدم إشراك أي قوات، وبحلول ديسمبر/كانون الأول 1940 كانت أوروبا تحت رحمة أدولف هتلر والنظام النازي الألماني بعد هزيمة ألمانيا لفرنسا في يونيو/حزيران 1940، حيث وقفت بريطانيا وإمبراطورتيها بمفردها ضد التحالف العسكري بين ألمانيا وإيطاليا واليابان، مما دعا ونستون تشرشل -رئيس وزراء بريطانيا- إلى طلب المساعدة من روزفلت والولايات المتحدة بتزويدهم بالأسلحة من أجل الاستمرار في المجهود الحربي.
احتفل معرض نيويورك العالمي لعام 1939 بأربع حريات -الدين والتعبير والصحافة والتجمع- حيث تم تفويض ليو فريدلاندر بإنشاء منحوتات تمثلهم، وقد وصف عمدة مدينة نيويورك فيوريلو لا غوارديا المنحوتات بأنها «قلب المعرض»، وفي وقت لاحق أعلن روزفلت عن «الحريات الأساسية الأربع» ودعا وولتر راسل لإنشاء نصب لها وُضِعَ في نهاية المطاف في ماديسون سكوير غاردن (مدينة نيويورك).

## التصريحات
أُلقي خطاب الحريات الأربع في 6 يناير/كانون الثاني1941، وكان أمل روزفلت حينها توفير سبب منطقي يدفع الولايات المتحدة للتخلي عن السياسات الانعزالية التي نشأت بعد الحرب العالمية الأولى، حيث انتقد روزفلت ذلك قائلًا: «لا يمكن لأمريكي واقعي أن يتوقع من سلام الديكتاتور السخاء الدولي، أو العودة إلى الاستقلال الحقيقي، أو نزع السلاح العالمي، أو حرية التعبير، أو حرية الدين، أو حتى التعامل التجاري الجيد، مثل هذا السلام لن يجلب الأمن لنا أو لجيراننا، الذي سيتخلى عن الحرية الأساسية لشراء القليل من الأمان المؤقت، لا يستحق الحرية ولا الأمان.»
تزامن الخطاب مع صدور مشروع قانون الإعارة والاستئجار، الذي عزز خطة روزفلت لتصبح «ترسانة الديمقراطية»، وتدعم الحلفاء (بريطانيا بشكل أساسي) بالإمدادات التي تشتد الحاجة إليها، علاوة على ذلك، أسس الخطاب ما يمكن أن يصبح الأساس الإيديولوجي لمشاركة أميركا في الحرب العالمية الثانية، وكل ذلك تحت إطار الحقوق الفردية والحريات التي تشكل السمة المميزة للسياسة الأمريكية. 
تضمن الخطاب الذي ألقاه الرئيس روزفلت النص التالي المعروف باسم «الحريات الأربع»:
الأولى هي حرية الكلام والتعبير -في كل مكان في العالم.
والثانية هي حرية كل شخص في عبادة الله على طريقته الخاصة -في كل مكان في العالم.
والثالثة هي التحرر من الحاجة -الذي يترجم إلى مصطلحات عالمية بمعنى الاتفاقيات الاقتصادية التي ستؤمن لكل أمة حياة سلام صحية لسكانها -في كل مكان في العالم.
والرابع هو التحرر من الخوف -الذي يترجم إلى مصطلحات عالمية بمعنى التقليل العالمي للتسليح إلى نقطة ما وبطريقة شاملة بحيث لا تكون أي دولة بوضع يمكّنها من ارتكاب اعتداء حقيقي ضد أي دولة مجاورة -في أي مكان في العالم.
هذه الرؤية ليست لألفية بعيدة، إنه أساس واضح لطبيعة عالم يمكن بلوغه في عصرنا وجيلنا.
تردد صدى إعلان الحريات الأربع كتبرير للحرب خلال ما تبقى منها، وعلى مدى عقود أطول كإحياء لذكرى ذلك، حيث أصبحت أساسًا لغايات الحرب الأمريكية، ومركزًا لجميع محاولات حشد الدعم الشعبي للحرب، ومع إنشاء مكتب معلومات الحرب (1942)، بالإضافة إلى اللوحات الشهيرة لنورمان روكويل، تم التسويق للحريات كقيم أساسية للحياة الأمريكية وأمثلة عن استثنائية أمريكية.

## المعارضة
كان خطاب الحريات الأربع شعبيًا، واستمر تأثير أهدافه ليشمل سياسات ما بعد الحرب، ومع ذلك في عام 1941 تلقى انتقادات شديدة من العناصر المناهضة للحرب، حيث جادل النقاد بأن الحريات الأربع كانت مجرد ميثاق لصفقة روزفلت الجديدة، والإصلاحات الاجتماعية كانت قد خلقت مسبقًا انقسامات حادة داخل الكونغرس، وجادل المحافظون الذين عارضوا البرامج الاجتماعية وزيادة تدخل الحكومة ضد محاولة روزفلت لتبرير وتصوير الحرب باعتبارها ضرورية للدفاع عن الأهداف السامية.
شكّلت الحريات جزءًا قويًا من الفكر الأمريكي في الحرب، إلا أنها لم تكن أبدًا تبريرًا حصريًا لها، فقد كشفت استطلاعات الرأي والدراسات الاستقصائية التي أجراها مكتب الولايات المتحدة لمعلومات الحرب (OWI) أنّ «الدفاع عن النفس»، والانتقام للهجوم على بيرل هاربر بقيا أكثر الأسباب شيوعًا للحرب.

## المحدودية
في خطاب إذاعي في عام 1942، أعلن الرئيس روزفلت أنّ «الحريات الأربع» تُجسّد «حقوق الرجال من كل عقيدة وكل عرق، أينما كانوا يعيشون».
في 19 فبراير 1942، أمر روزفلت بالإقامة الجبرية للأمريكيين اليابانيين والأمريكيين الإيطاليين بموجب القرار التنفيذي 9066، والذي سمح للقادة العسكريين المحليين بتعيين «مناطق عسكرية» باعتبارها «مناطق إقصاء»، ومنها «يمكن إقصاء أي شخص أو جميع الأشخاص»، وقد استُخدِمَت هذه القوة للإعلان عن إقصاء جميع الأشخاص ذوي الأصول اليابانية من ساحل المحيط الهادئ بأكمله، بما في ذلك كامل كاليفورنيا والكثير من أوريغون وواشنطن وأريزونا، باستثناء أولئك في معسكرات الاعتقال، وبحلول عام 1946 سجنت الولايات المتحدة 120 ألف شخص من أصل ياباني من بينهم حوالي 80 ألف ولدوا في الولايات المتحدة.

## الأمم المتحدة
أصبح مفهوم الحريات الأربع جزءًا من المهمة الشخصية التي تعهدت بها السيدة الأولى إليانور روزفلت فيما يتعلق بإلهامها إعلان الأمم المتحدة لحقوق الإنسان بموجب قرار الجمعية العام 217 أ، وبالفعل أُدرجت هذه الحريات الأربع صراحةً في ديباجة الإعلان العالمي لحقوق الإنسان الذي جاء فيه: «ولما كان تناسي حقوق الإنسان وازدراؤها قد أفضيا إلى أعمال همجية آذت الضمير الإنساني، وكان غاية ما يرنو إليه عامة البشر انبثاق عالم يتمتع فيه الفرد بحرية القول والعقيدة ويتحرر من الفزع والفاقة.»

## نزع السلاح
دعا روزفلت إلى «تقليل التسليح في جميع أنحاء العالم» باعتباره هدفًا للأيام المقبلة، وبالرغم من قوله بأنّ هذا قابلًا للحدوث في ذلك الوقت، إلا أنه دعا بعد ذلك على الفور إلى زيادة هائلة في إنتاج الأسلحة في الولايات المتحدة:

## منتزه الحريات الأربع فرانكلين روزفلت
هو منتزه مصمم من قبل المهندس المعماري «لويس كان» للنقطة الجنوبية من جزيرة روزفلت، وذلك تمجيدًا للخطاب الشهير الذي نُقِش جزءًا منه على لوح من الجرانيت في التصميم النهائي للمنتزه.

## الجوائز
يكرم معهد روزفلت الأفراد البارزين الذين أظهروا التزامًا دائمًا بهذه المثل، حيث تُمنح ميداليات الحريات الأربع ضمن مراسيم تقام في هايد بارك- نيويورك وميديلبورخ-هولندا بالتناوب، وقد قُدِّمَت لأول مرة في عام 1982 في الذكرى المئوية لميلاد الرئيس روزفلت بالإضافة إلى الذكرى المئوية الثانية للعلاقات الدبلوماسية بين الولايات المتحدة وهولندا، ومن بين الفائزين:
- ويليام جي برينان.
- خوان كارلوس الأول.
- جيمي كارتر.
- بيل كلينتون.
- الدالاي لاما 14.
- ميخائيل غورباتشوف.
- محمد البرادعي.
- أفيريل هاريمان.
- فاتسلاف هافيل.
- يوليانا ملكة هولندا.
- جون كينيدي.
- مايك مانسفيلد.
- بول نيومان.
- تيب أونيل.
- شمعون بيريز.
- كوريتا سكوت كينغ.
- برينت سكوكروفت.
- هاري ترومان.
- ليف أولمان.
- إيلي فيزيل.
- جوان وودوارد.

## في الثقافة الشعبية
- تستند رواية «الحريات الأربع» (2009) لجون كرولي إلى حد كبير على موضوعات خطاب روزفلت.
- تم إنشاء نصب الحريات الأربع في عام 1941 ليوضع في ماديسون سكوير غاردن.
- رسم الفنان كيندريد ماكليري «أمريكا العظيمة» (1941)، المعروفة أيضًا باسم «الدفاع عن الحريات الإنسانية»، في مبنى هاري ترومان الحكومي.[16]
- رسم الفنان هوجو بالين جدارية الحريات الأربع (1942) في غرفة المجلس في قاعة المدينة في بربانك (ولاية كاليفورنيا).[17]
- رسم مايكل لينسون (1903-1972) جدارية «الحريات الأربع» (1943) لمدرسة الشارع الرابع عشر في نيوارك (نيو جيرسي).[18]
- رسم أنطون ريفريجيه «تاريخ سان فرانسيسكو» (انتهت عام 1948) في مركز رينكون في سان فرانسيسكو (كاليفورنيا) حيث تصور اللوحة 27 الحريات الأربع.[19]
- رسم الفنان ميلدريد نونجيستر وولف جدارية الحريات الأربع رباعية لوحات (انتهت عام 1959) لمتجر ريفي في ريشتون (مسيسيبي) هذه اللوحات معلقة الآن في متحف الفن في مسيسيبي.[20]
- رسم ألان كوكس أربع لوحات للحريات الأربع (انتهت عام 1982) عُلّقَت في أحد قاعات مجلس النواب بالولايات المتحدة.[21]
- منذ عام 1986 استُخدِم مبنى الحريات الأربع كمقر لفريق المذهلون الأربعة من مارفل كومكس.
- في أوائل التسعينات، أعاد الفنان ديفيد ماكدونالد إنتاج لوحات روكويل للحريات الأربعة كجداريات كبيرة على جانب مبنى بقالة قديم في وسط مدينة سيلفرتون (ولاية أوريغون).[22]
- في عام 2008، استضاف متحف ولفسونيان (Wolfsonian museum) التابع لجامعة فلوريدا الدولية معرض أفكار حول الديموقراطية (Thoughts on Democracy)، الذي عرض أعمال كبار الفنانين والمصممين المعاصرين الذين تمت دعوتهم لإنشاء تصميم جرافيكي جديد مستوحى من الحريات الأربعة لنورمان روكويل. [20]

## لوحات نورمان روكويل
ألهم خطاب روزفلت لرسم اللوحات، ونشرت المجموعة المعروفة سويةً باسم «الحريات الأربعة» في أربعة أعداد متتالية من صحيفة السبت المسائية مع مقالة تابعة لكل منها، وقد عُرِضَت اللوحات فيما بعد حول الولايات المتحدة من قبل وزارة الخزانة الأمريكية، كما استخدمت فيما بعد كطوابع بريدية.

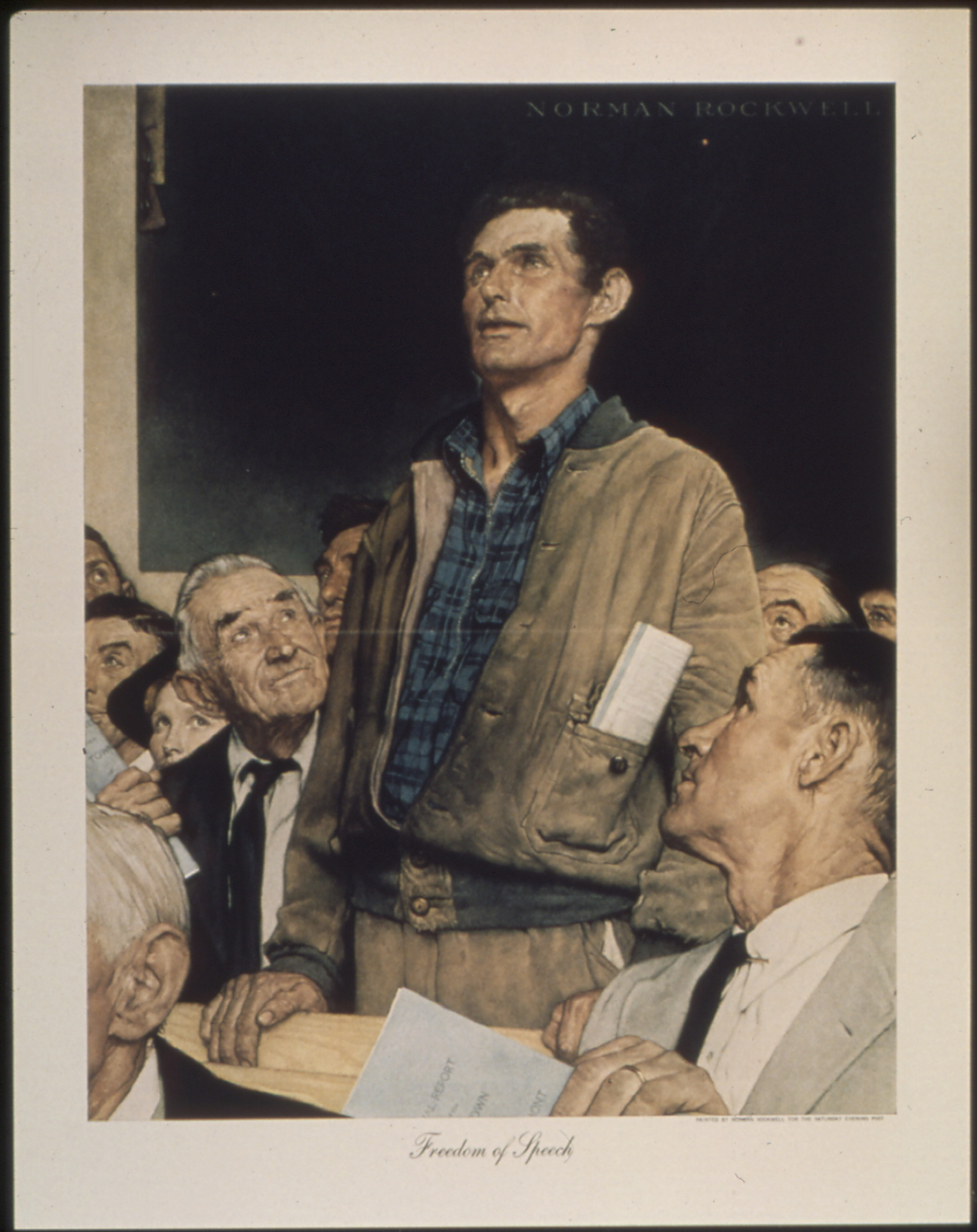
حرية التعبير (السبت 20 شباط 1943).
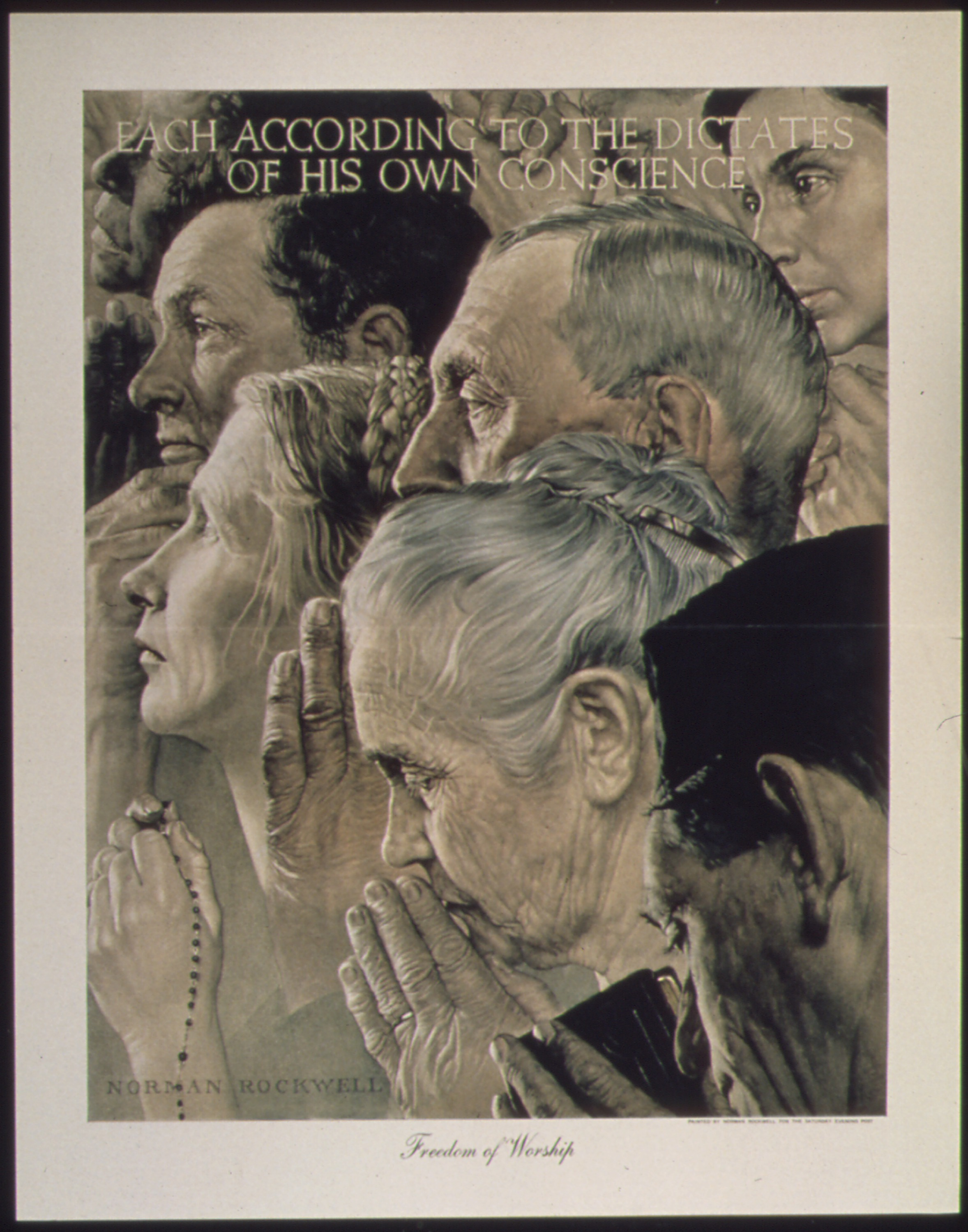
حرية العبادة (السبت 27 شباط 1943).
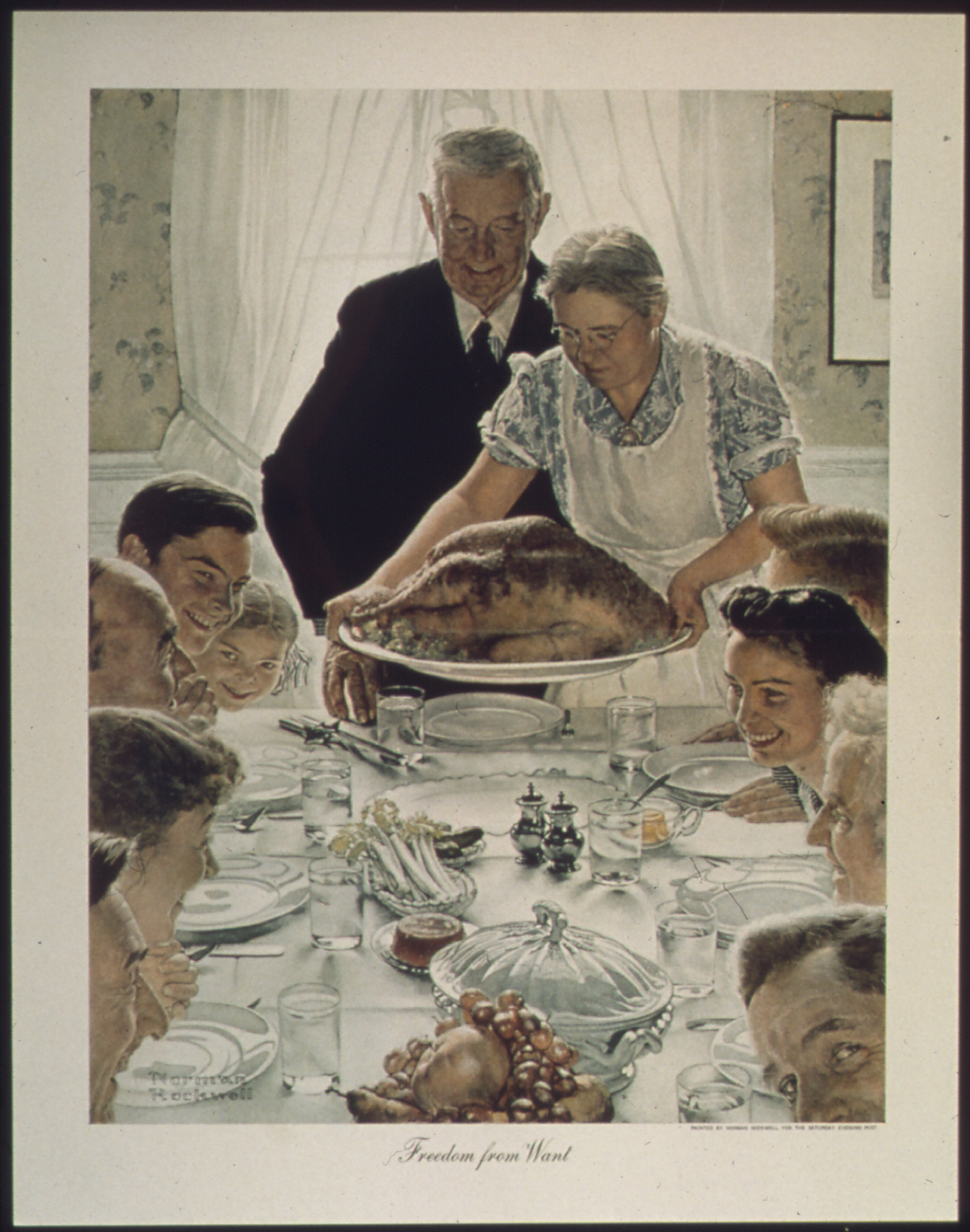
التحرر من الحاجة (السبت 6 آذار 1943).
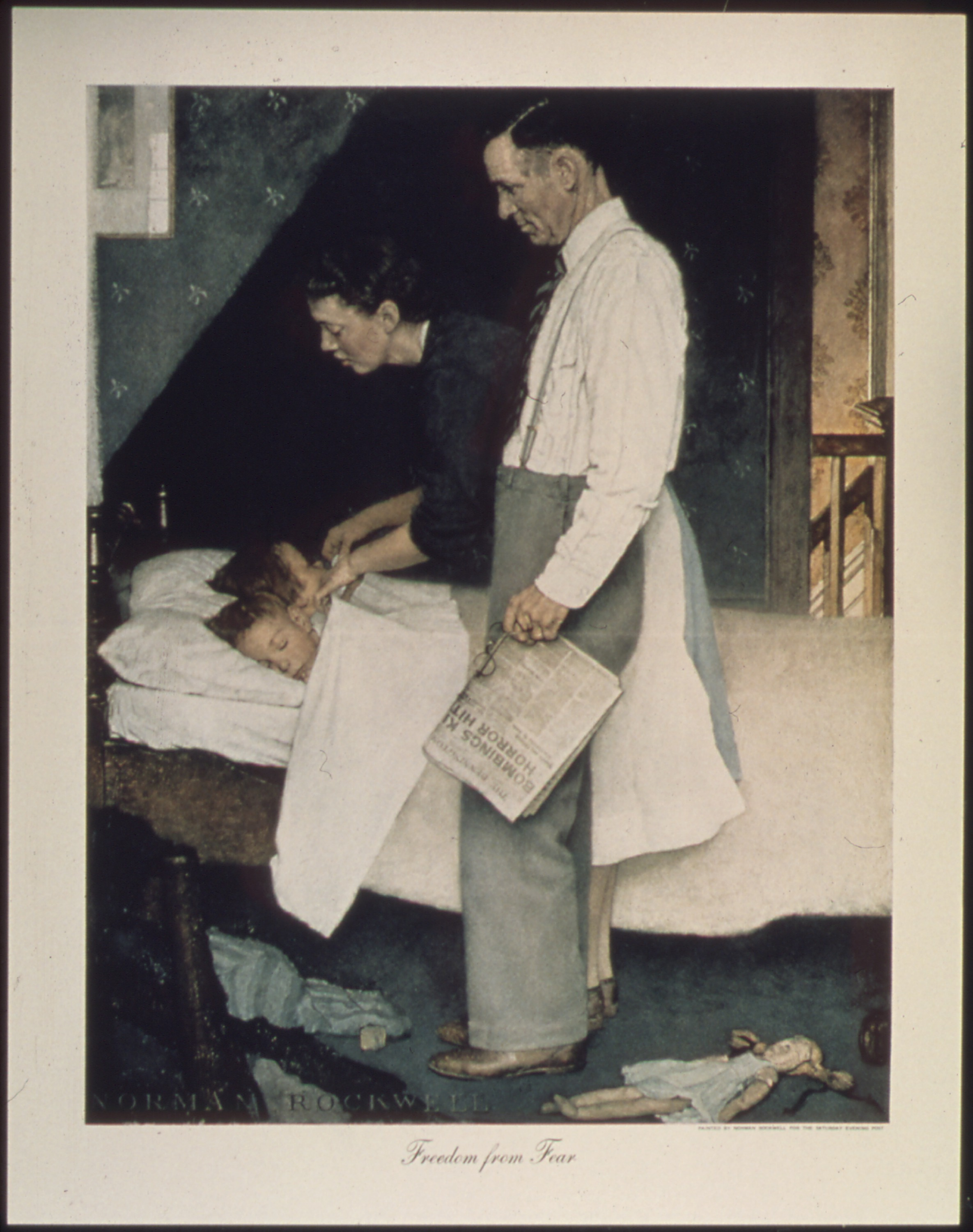
التحرر من الخوف (السبت 13 آذار 1943).